# Hardy Crueger
Hardy Crueger, geboren als Hardy Krüger (* 1962 in Oldenburg) ist ein deutscher Schriftsteller. Seit 2004 nutzt er den Künstlernamen Hardy Crueger, um Verwechselungen mit dem gleichnamigen Schauspieler Hardy Krüger zu vermeiden. Crueger lebt in Braunschweig.

## Leben
Nach einer Ausbildung in der Industrie erlangte Crueger in Braunschweig die Hochschulreife am Institut für Erwachsenenbildung (Braunschweig-Kolleg). Er leistete Zivildienst in der Altenpflege und studierte an der Technischen Universität Braunschweig Politikwissenschaften, Soziologie und Geschichte.
Anfang der 1980er Jahre sammelte Hardy Crueger als Gitarrist und Bassist erste Bühnenerfahrungen, die ihm bei Lesungen ab den 1990er Jahren im Umfeld der literarischen Underground-Bewegung Social Beat zugutekamen. Nach dem ersten Band der Rick Xaver Morton-Romantrilogie (RXM, 1996–2006) erfolgte die endgültige Hinwendung zur Literatur mit dem Roman Glashaus (2004).
Hardy Crueger ist seit 2009 freiberuflicher Schriftsteller und Dozent für Kreatives Schreiben. Neben der Leitung der Krimiwerkstatt Braunschweig organisiert er literarische Veranstaltungen und führt zahlreiche literarische Projekte durch, etwa gemeinsam mit dem Schauspieler Roland Kremer inszenierte Lesungen, die weit über das einfache Vorlesen von Texten hinausgehen. Seit 2010 Lesungen der Crime-Stories Okergeschichten zusammen mit Jazz-Musikern.

## Werke (Auswahl)
Schriften
- Göttlicher Met. Roman. Rainar Nitzsche Verlag, Kaiserslautern 1993, ISBN 3-9802102-6-X.
- Meine Woche. Stories. Dead Monkey Verlag André Henze, Berlin 1995.
- Die Rick-Xaver-Morton-Detektivromane:
  - Band 1: Dilettanten. Andreas Reiffer, Braunschweig 2000, ISBN 3-934896-26-X.
  - Band 2: Profis. Andreas Reiffer, Braunschweig 2001, ISBN 3-934896-27-8.
  - Band 3: Experten. Andreas Reiffer, Braunschweig 2006, ISBN 3-934896-90-1.
- Glashaus. Roman. alia fabula, Augsburg 2004, ISBN 3-937536-99-X.
- Okergeschichten – Verbrechen, Wahnsinn, Leidenschaft. Stories. Braunschweig 2012, ISBN 978-3-00-036818-9.
- Der Herzog, der Räuber und die Tochter des Goldschmieds. Roman. Kiel 2014, ISBN 978-3-945242-03-2.
- Irrenhaus. Roman. E-Book 2015, ISBN 978-3-7393-0619-3.
- Die Stunde der Flammen. Roman. KBV Verlags- und Mediengesellschaft, Hillesheim 2015, ISBN 978-3-95441-252-5.
- Der andere Krieg – Die Odyssee des Victor Rosenfels. Roman. Kiel 2015, ISBN 978-3-945242-16-2.
- 111 Gründe, Krimis zu lieben. Sachbuch. Berlin 2016, ISBN 978-3-86265-604-2.
- Das Blutspiel. Roman. KBV Verlags- und Mediengesellschaft, Hillesheim 2017, ISBN 978-3-95441-366-9.

Hörspiele
- Chor der Verdammten. Hörstück. Braunschweig 1996.
- Zu treuen Händen. Rick-Xaver-Morton-Detektivhörspiel. Braunschweig 2000, ISBN 3-934896-25-1.

- Einfach G.E.L. – oder was Sie schon immer über Lessing wissen wollten ... Hörbuch. Braunschweig 2015

Herausgaben
- mit Jörg André Dahlmeyer: In Deutschland nichts Neues. Leutkirch 1992.
- Die sehr verschiedenen Fälle des Privatdetektivs Rick Xaver Morton. Essen 1994.
- Das Koppel Projekt. Berlin 1997.
- Der Störer. Literaturzeitschrift, mit Jörg André Dahlmeyer, Braunschweig 1990–1992, Berlin 1992–1998.
- Lesehefte der KrimiWerkstatt Braunschweig: Augenzeugen. (2006), Mordsmäßige Bescherung. (2009), Zart-Bitter-Mord. (2010), Die Kemenate. (2010), Stille Nacht: Der böse Adventskalender. (2013).
- Verkehrstote und andere Unfälle Hörbuch, Braunschweig 2014.
- Montags wird gemordet. Stories, Osterwieck 2011, ISBN 978-3-926560-56-8.